# استان مسیله
استان مسیله (به عربی: ولایة المسیلة) یک استان در الجزایر است که ۱۸٬۷۱۸ کیلومترمربع مساحت و ۹۹۱٬۸۴۶ نفر جمعیت دارد.